# Bolbapium paralucidulum
Bolbapium paralucidulum là một loài bọ cánh cứng trong họ Geotrupidae. Loài này được Ide & Martinez miêu tả khoa học năm 1993.